# Розенштейн, Константин Исаевич
Константин Исаевич Розенштейн (1878—1951) — российский и советский архитектор, работавший в Петербурге и Ленинграде.

## Биография
Константин Исаевич Розенштейн родился в Одессе в 1878 году в еврейской семье врача.
Окончил в Одессе реальное училище и Петербургский институт гражданских инженеров (1903). Стал сотрудником русско-шведского завода по производству бетонных труб «Андрей Б. Эллерс». По проекту Розенштейна был построен павильон из бетонных труб для представления завода на Международной художественно-промышленной выставке в 1908 году в Петербурге на Каменном острове. Став главным инженером завода, он предложил инновационный способ гудронирования труб, который был выбран приоритетным на производстве.
В 1908 году Розенштейн получил разрешение Городской Думы на прокладку новой улицы на Петроградской стороне и разделил землю на десять участков для строительства доходных домов, оговорив с будущими владельцами непременное условие — соблюдение общего характера улицы, её гармоничности. Два участка остались в его собственности. На месте уже существовавшего пятиэтажного дома № 75 он решил возвести собственный — семиэтажный Дом с башнями. Разработку фасадов Розенштейн поручил художнику Андрею Белогруду, а техническим и инженерным воплощением занимался сам.
В советское время проектировал Хибиногорск, Подпорожье и жилищно-промышленные комплексы. Работал архитектором ГОМЗа (1930-е).
Похоронен на Серафимовском кладбище Санкт-Петербурга.

## Избранные проекты и постройки
- Кожевенная линия, д.№ 21, д.№ 22 — производственные и складские здания завода цементных труб «Андрей Б. Эллерс», 1906—1910, 1913. (Не сохранились ?).
- Дровяной переулок, д.№ 4 — доходный дом. 1908.
- Подольская улица, д.№ 8 — доходный дом Н. И. Потехина. Построен в 1908 году совместно с Н. И. Потехиным.
- Большой проспект Петроградской стороны, д.№ 81 — Петропавловская улица, д.№ 6 — доходный дом Д. М. Гончарова. 1910—1911. Совместно с А. Я. Родионовым.
- Большой проспект Петроградской стороны, д. № 77 — доходный дом К. И. Розенштейна. Начат самим архитектором в 1912 году, завершен в 1913 году А. Е. Белогрудом.
- Большой проспект Петроградской стороны, д.№ 75/Каменноостровский проспект, д.№ 35/улица Льва Толстого — дом с башнями, доходный дом К. И. Розенштейна. Строительство было начато им самим в 1913 году и завершено А. Е. Белогрудом в 1915 году. Включен существовавший дом. Здание является архитектурной доминантой площади Льва Толстого.